# Expedición a Jijel
La expedición de Jijel, también llamada expedición de Gigéri, expedición de Gigery, expedición de Gigelly, affaire Gergily, affaire Djidjelli o campaña de África fue una expedición militar en 1664 de Luis XIV para tomar el puerto de Jijel y establecer una base naval contra los corsarios berberiscos. Hubo un desacuerdo entre los líderes de la expedición sobre cuáles debían ser sus objetivos. Finalmente la ciudad de Djidjelli fue tomada con facilidad, pero después de tres meses, fuertemente asediados y privados de refuerzos por un brote de peste, los franceses abandonaron la ciudad y regresaron a casa.

## Antecedentes

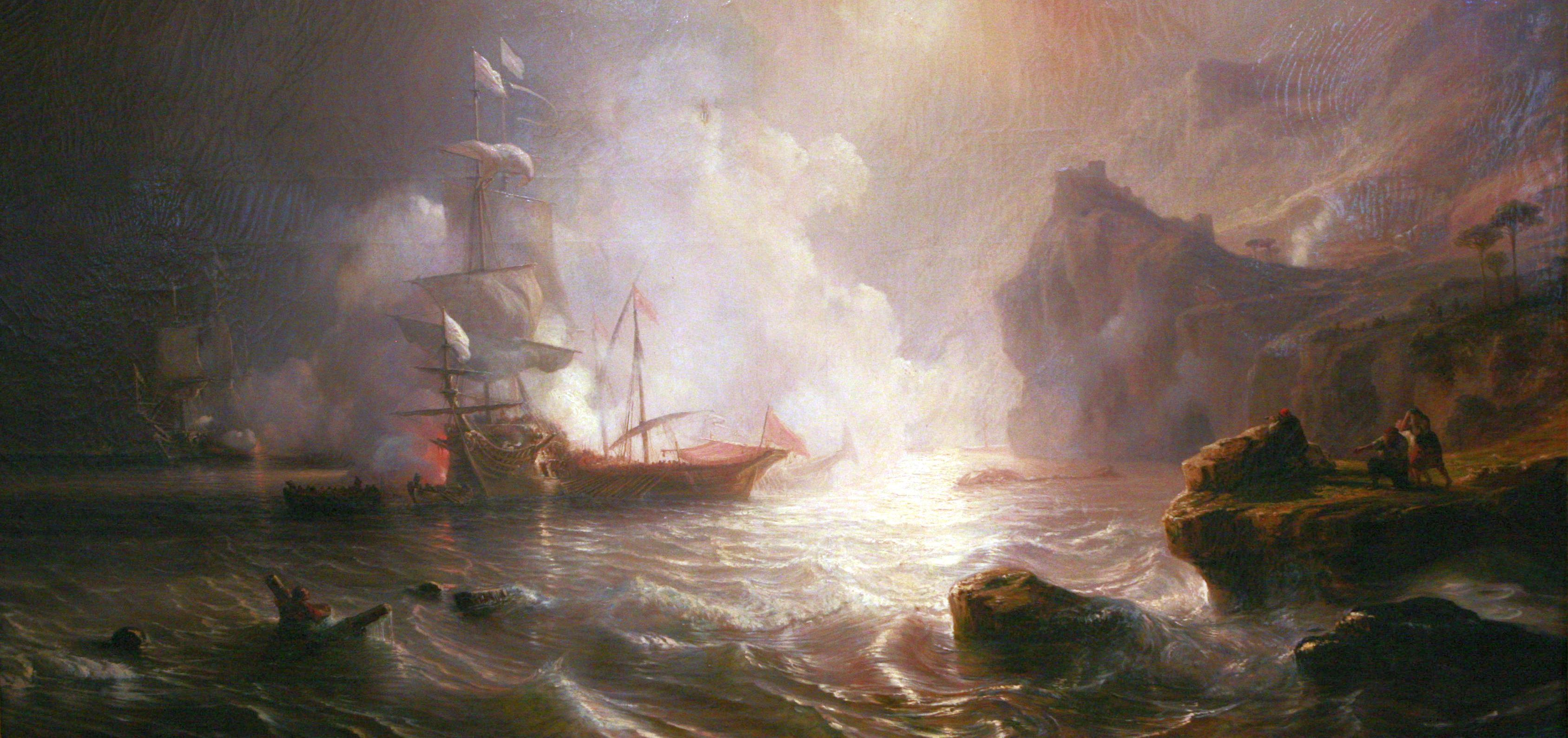
Batalla entre un barco francés y dos galeras de la costa de Berbería

El joven rey Luis XIV quería salvaguardar el comercio de la marina mercante francesa, que era continuamente atacada por los piratas de la Costa de Berbería procedentes de las regencias de Argel, Túnez y Trípoli, bajo la administración y protección del Otomano.
La expedición eligió atacar una ciudad a medio camino entre Argel y Túnez. El plan era tomarla y fortificarla, utilizándola como puesto de avanzada para los ataques contra los corsarios, como hacían entonces los ingleses desde Tánger. Consideraron Bougie, Bône y Stora, cerca de un puesto comercial francés conocido como Bastión de Francia, pero finalmente eligieron Djidjelli. Esta elección provocó un conflicto entre el comandante de la expedición, su segundo al mando y el ingeniero encargado de las fortificaciones. Incluso antes de que la expedición se embarcara hubo un desacuerdo entre el duque de Beaufort y el conde de Gadagne, que deseaba desembarcar en Bougie "entonces abandonada, mejor situada y más al alcance de la ayuda que Jijel".

## La toma de Jijel
La flota se reunió en Toulon el 2 de julio de 1664 y fondeó en Bougie el 21 de julio después de hacer escala en Menorca, donde se le unieron galeras de los Maltés.
En la mañana del 23 de julio de 1664, las galeras avanzaron hacia la orilla y amenazaron con su artillería a las fuerzas que defendían Djidjelli, proporcionando cobertura a las lanchas (chalupas) para transportar las tropas a la orilla cerca de un punto de referencia llamado le Marabout. La elección de este lugar de desembarco, que contenía un santuario y un cementerio, provocó una mayor resistencia por parte de los habitantes.
El ejército que desembarcó constaba de unos 4000 hombres, y el batallón maltés de 1200 hombres. El orden fue el siguiente: primero desembarcó el regimiento de Picardía comandado por M. de Vivonne, y luego el conde de Gadagne al frente del batallón de Maltés, después el duque de Beaufort y Maréchal de camp La Guillotiere. Las tropas reales tomaron Jijel el mismo día sin mucha dificultad. El conde de Vivonne encontró una resistencia más dura en Le Marabout, pero los cabilas pronto abandonaron sus posiciones para retirarse a las montañas y la fuerza expedicionaria acampó para pasar la noche.
Al día siguiente se produjeron intensos combates. Los moros fueron vistos ondeando una bandera blanca, por lo que se dio la orden de cesar el fuego. Los franceses aprovecharon esta oportunidad para parlamentar y establecer relaciones amistosas, pero las cabilas emboscaron a la expedición y causaron graves bajas. La intervención del batallón maltés al mando de Charles-Félix de Galéan contraatacó y expulsó a los asaltantes. La expedición perdió 400 hombres y los moros otros tantos en su propio bando.
Las fuerzas que se oponían a la expedición eran los Kabyles del reino de Reino de Kuku y del Reino de Labes. Debido a que se oponían a la Regencia de Argel, al principio rechazaron su oferta de ayuda militar contra los europeos. Sin embargo, tras fracasar en la reconquista de Djidjelli por sí mismos, acabaron permitiendo que las tropas de la bey de Constantina y de la Regencia de Argel pasaran por sus territorios para reforzarlos. Sin embargo, un ataque a la ciudad por parte de turcos y cabilas fue rechazado por los franceses el 6 de octubre de 1664.

## Refuerzo y retirada
El 20 de septiembre, para reforzar la expedición inicial, un convoy de seis buques y seis barcas' cargados de víveres partió de Francia hacia África. Los refuerzos militares llegaron poco después: fr partió de Tolón el 18 de octubre con una escuadra formada por el Dauphin (buque insignia), el Soleil, La Lune, el Notre-Dame, el Espérance (flûte) y el Triton (barco de fuego).  Llegó a Jijel el 22 de octubre llevando dos compañías de caballería  del regimiento de Conti. El convoy también traía un mensaje del rey, que había sido informado de la discordia entre los jefes de la expedición. En él se ordenaba al duque de Beaufort que dejara el mando de las operaciones a de Gadagne. Así pues, Beaufort y su flota abandonaron definitivamente Djidjelli el 22 de octubre.
Con el estallido de la peste en Tolón, se canceló la salida de cualquier otro refuerzo o suministro. Los franceses, que seguían sitiados y consideraban que Djidjelli era demasiado difícil de mantener, demolieron sus fortificaciones y la abandonaron, tomando el barco durante la noche del 30 al 31 de octubre de 1664. Los primeros en ser subidos a bordo fueron los elementos poco fiables de las tropas, que "decían en voz alta que iban a convertirse en turcos". La retirada se llevó a cabo utilizando los barcos de Martel, que llegaron a Francia el 22 de octubre.

## Naufragio deLa Lune
A su regreso a Francia, la flota fue puesta en cuarentena en île de Porquerolles por el Parlement de Provence a causa de la peste. La Lune, un antiguo tres-mástiles, estaba ya en un estado lamentable y mal reparado. Se partió en dos y se hundió cerca de Tolón, ante las Islas de Hyères, con diez compañías del regimiento de Picardía a bordo. Más de 700 hombres se ahogaron, entre ellos el general de la Guillotière, uno de los dos maréchal de camp del conde de Gadagne. Un centenar de supervivientes consiguió llegar a Port-Cros, pero, abandonados en esta isla desierta de 7 km², todos murieron de hambre. El capitán del barco, François de Livenne de Verdille, y Antoine Boësset de La Villedieu (ayudante de campo del general de la Guillotière) lograron escapar a nado. Sólo hubo 24 supervivientes.

## Consecuencias
El 25 de agosto de 1665, el duque de Beaufort destruyó dos barcos corsarios argelinos y capturó otros tres. En uno de estos últimos encontró la artillería que había sido abandonada en Jijel en octubre de 1664.
El 25 de noviembre de 1665 se firmó un tratado de paz entre el duque de Beaufort y la Región de Túnez. El 17 de mayo de 1666 se firmó un segundo tratado con la Regencia de Argel. Sin embargo, hasta después del bombardeo de Argel por el almirante Duquesne en 1682 y 1683 no se reabrió el comptoir français del Bastión de Francia. El tratado de paz definitivo entre Francia y Argel se firmaría en 1690, tras un nuevo bombardeo en 1688.

## Documentación
- Marie-Chantal Aiello, La Lune et le Roi Soleil: Retour sur une tragédie navale, (La Lune and the Sun King: Return to a Naval Tragedy), 13 Production, France 3 Méditerranée / C.M.C.A / IFREMER, 1994
- L’épave de la Lune, (The Wreck of La Lune), La Marche des sciences, France Culture, broadcast 12/07/2012 1